# Campeonato Panamericano de Béisbol Sub-10 de 1998
El Campeonato Panamericano de Béisbol Sub-10 de 1998 con categoría Infantil A, se disputó en México en 1998. El oro se lo llevó Venezuela por primera vez.

## Equipos participantes
- Brasil
- Costa Rica
- Ecuador
- Guatemala
- Honduras
- México
- Perú
- Puerto Rico
- República Dominicana
- Venezuela

## Resultados
| Posición | Selección            |
| -------- | -------------------- |
|          | Venezuela            |
|          | México               |
|          | Brasil               |
| 4°       | Perú                 |
| 5°       | Puerto Rico          |
| 6°       | Honduras             |
| 7°       | Guatemala            |
| 8°       | Ecuador              |
| 9°       | República Dominicana |
| 10°      | Costa Rica           |